# Cerco de Tiro
Em 332 a.C., Alexandre, o Grande tentou conquistar Tiro, uma base estratégica costeira na guerra entre os gregos e os persas. Como não conseguiu invadir a cidade, cercou Tiro durante sete meses, mas Tiro resistiu. Alexandre usou os destroços da cidade abandonada do continente para construir uma ponte, e, quando chegou suficientemente próximo das muralhas, usou as suas máquinas de cerco para atingir e posteriormente abrir brechas nas fortificações. Consta que Alexandre ficou de tal forma furioso com a resistência dos habitantes de Tiro e com a perda dos seus homens que destruiu meia cidade. De acordo com Arriano, Tiro teve cerca de 8000 baixas enquanto que os macedónios perderam 400 guerreiros. Alexandre concedeu o perdão ao rei e família, e os 30.000 residentes e estrangeiros foram feitos escravos.

## O prólogo
O sucesso da propaganda de Alexandre ficava mais aparente conforme ele avançava pela costa. Os que governavam Arado, Biblos e Sidom aceitaram o domínio de Alexandre sobre eles e seus domínios. Portanto, eles e seus sucessores emitiram apenas as moedas do rei da Ásia com um monograma do governante ou da cidade em aramaico. Enviados de Tiro encontraram-no em sua marcha e informaram a decisão dos tírios "de fazer o que quer que Alexandre ordenasse". Alexandre expressou sua aprovação e disse desejar entrar em Tiro e sacrificar a Héracles (cultuado como Melcarte pelos tírios). Estes responderam que obedeceriam aos outros comandos de Alexandre, mas que não admitiriam quaisquer persas ou macedônicos em sua cidade. A solicitação de Alexandre fora o ácido teste da submissão de Tiro, feita deliberadamente porque esta era a principal potência marítima na Fenícia e sua flotilha, a mais forte da frota de Farnabazo . Os tírios consideravam impenetrável sua cidade fortificada na ilha; sua frota trazia suprimentos e eles esperavam ter a ajuda de Cartago. Alexandre convocou um encontro de companheiros comandantes e fez um discurso do qual Arriano dá sua própria versão, derivada de Ptolomeu, que lera o relatório sobre esse discurso no diário.

## A estratégia de Alexandre
Os argumentos de Alexandre  tratavam de estratégia. Avançar pela Mesopotâmia perseguindo Dario III e deixar a frota persa no mar, tendo como bases Tiro, Chipre e o Egito, seria um ato de loucura, pois essa frota com reforços, com a colaboração de Esparta e com Atenas indecisa "transferiria a guerra para a Grécia", em vez de recapturar portos na costa do Mediterrâneo. Também não seria sensato avançar em direção ao Egito com a frota e Tiro ameaçando as linhas de comunicação. Portanto, era essencial capturá-la antes de tudo. Os resultados disso seriam a desintegração da frota persa por meio do desafeto fenício e da mudança de lado de Chipre, fosse de boa ou má vontade; uma invasão relativamente fácil do Egito; e uma completa talassocracia do Mediterrâneo oriental, com a frota macedônica comandando o apoio das marinhas fenícia, cipriota e egípcia.
Os companheiros e comandantes convenceram-se. Alexandre estava ainda mais confiante porque naquela noite sonhou que Héracles o guiava até Tiro. A interpretação que Aristandro deu ao sonho foi que Alexandre teria sucesso, mas apenas após um esforço hercúleo.

## O cerco

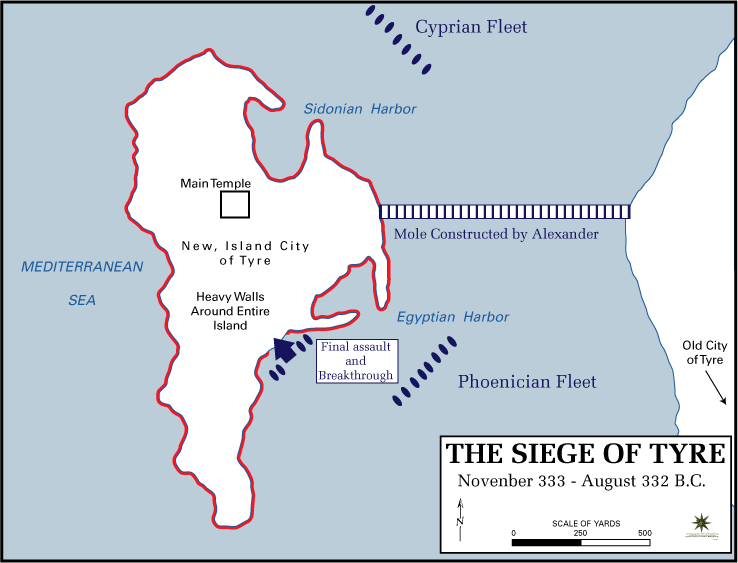
O cerco de Tiro

O cerco começou em janeiro de 332 a.C. e terminou em julho. Ambos os lados demonstraram imenso heroísmo e engenhosidade. Durante a primeira fase, Alexandre  trabalhou com seus homens e recompensou seus esforços com presentes quando construíam um aterro com cerca de um quilômetro na baía, que neste ponto tinha no máximo dois metros de profundidade. Quando a extremidade do aterro ficou ao alcance dos muros da cidade, que tinham 150 pés, as catapultas, os lançadores de dardos e os arqueiros tírios nos parapeitos e em trirremes infligiram baixas e interromperam o trabalho. Alexandre construiu então torres de duas rodas, com 150 pés de altura, moveu-as até a extremidade do aterro e atacou o inimigo sobre as muralhas e nos trirremes com tiros de catapulta, enquanto os trabalhos para a extensão do aterro continuavam. Mas os tírios responderam com um enorme brulote, que foi empurrado em direção ao aterro e incendiado com o vento favorável, queimando todas as torres, enquanto tropas de apoio desembarcavam e punham fogo em todo o equipamento de sítio. Alexandre ordenou que seus homens fizessem o aterro mais largo e que seus engenheiros, encabeçados por um Díades tessaliano, construíssem mais equipamentos de sítio e torres. Partiu então para reunir tantos trirremes quanto possível, "já que a condução do cerco parecia mais impraticável enquanto os tírios controlassem o mar".
A situação no mar alterava-se radicalmente. No outono de 333, a frota persa havia dominado o mar Egeu com bases em Halicarnasso, Cós e Quio; mantinha posições avançadas em Sifno e Andros e chegara mesmo a estabelecer uma base em Galípoli, no Helesponto. Parecia o momento perfeito para que os estados dissidentes do continente grego se unissem ao Império Aquemênida. Farnabazo trouxe sua melhor flotilha de cem trirremes até Sifno. Mas o único que se juntou a ele foi Ágis, rei de Esparta, com um único trirreme, pedindo homens, dinheiro e navios para promover um levante no Peloponeso. Durante sua discussão, chegaram notícias de que Dario havia sido fragorosamente derrotado em Isso (em novembro). Farnabazo deu meia-volta para cuidar de um possível levante em Quio. Agis recebeu 30 talentos de prata e dez trirremes, mas preferiu não agir no Peloponeso, mas em Creta. No Helesponto, uma frota macedônica e uma flotilha da frota grega capturaram Galípoli e destruíram a força persa de lá, provavelmente em dezembro. As operações foram suspensas pelo resto do inverno, mas chegaram notícias às tropas fenícia e cipriota de que suas cidades, exceto Tiro, estavam nas mãos de Alexandre e sendo tratadas com liberalidade. Com o início da estação de navegação, a frota persa começou a desintegrar. Na metade do verão de 332, cerca de 80 navios de guerra fenícios e 120 navios de guerra cipriotas submeteram-se a Alexandre, que adotara a atitude "o que passou, passou".

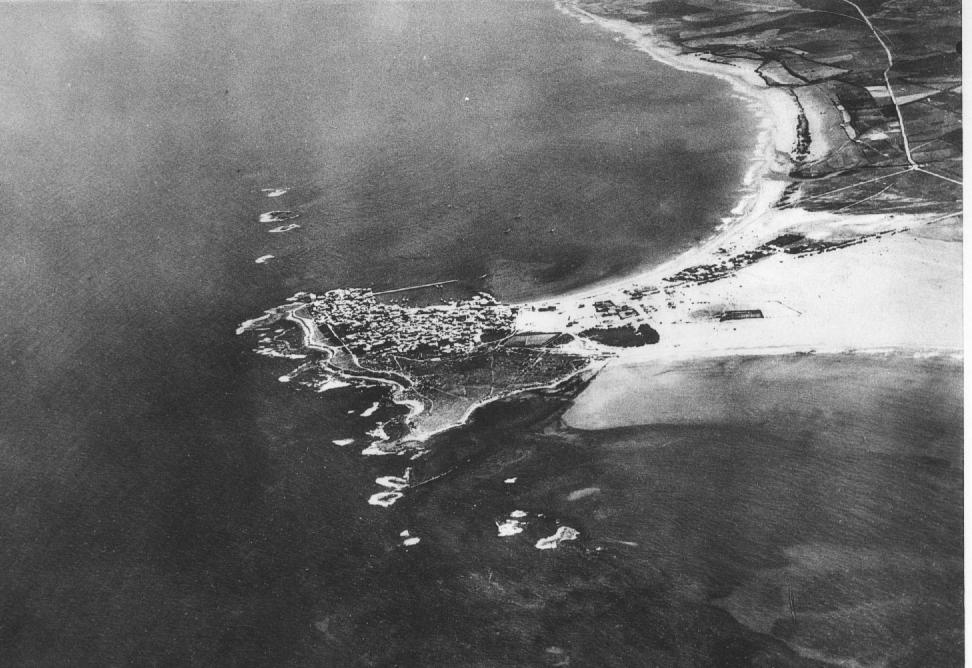
TIro - Vista aérea em 1934

Assim, Alexandre conseguiu reunir uma grande frota em Sídon, que incluía dez trirremes para Rodes e dez para a Lícia. Enquanto a frota era equipada para a ação, ele fez campanhas no continente até o Antilíbano, para salvaguardar o suprimento de madeira de lei do monte Líbano. Iniciou então a segunda fase do cerco de Tiro trazendo sua frota e confinando os navios tírios a seus portos, pois os cipriotas e fenícios, que haviam sofrido nas mãos de Tiro, estavam dispostos a buscar vingança. Fizeram-se grandes esforços para romper o muro que ficava de frente para o novo passadiço, mas os tírios haviam atirado pedras no mar, no pé do muro, e por isso os navios de Alexandre não conseguiam chegar às muralhas. Essas pedras acabaram por ser arrastadas de lá e navios carregados de aparelhos de sítio atacaram a muralha. Os tírios fizeram uma investida bem-sucedida contra a frota cipriota em um dos ancoradouros, mas Alexandre interceptou os navios troianos e destruiu a maior parte deles. Com controle completo sobre o mar, Alexandre testava diversas partes da muralha e planejava um assalto para um dia de calmaria.

## Tiro é pilhada

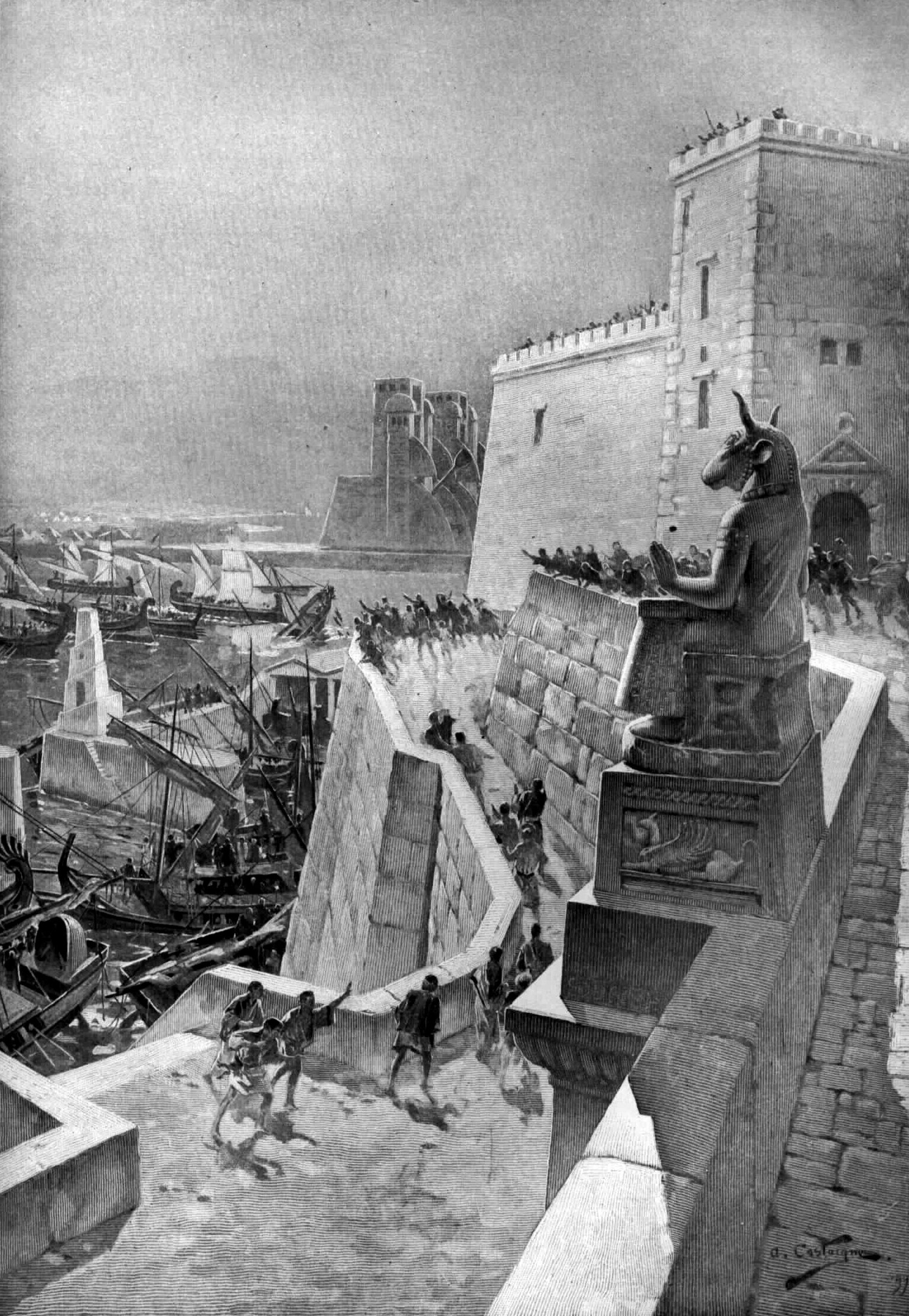
Ação naval durante o sítio. Desenho de André Castaigne, 1888-1889.

Três ataques foram feitos no mesmo momento. Os fenícios romperam os botalós que bloqueavam um dos ancoradouros e destruíram os navios tírios. Os cipriotas capturaram outro ancoradouro e forçaram a entrada na cidade. Os macedônicos trouxeram navios carregados de máquinas de sítio e torres, rompendo o muro. Esses navios foram substituídos por navios que traziam os hipaspistas e uma brigada da falange, passadiços foram baixados no muro caído e o assalto começou. O primeiro homem a desembarcar, Admeto, foi morto, e depois dele, Alexandre e seus companheiros empurraram o inimigo para trás e abriram uma área de desembarque, a partir da qual entravam na própria cidade. Ali, os tírios que haviam batido em retirada sob o ataque dos cipriotas reuniram-se às outras tropas e enfrentaram os macedônicos, mas em vão, pois estavam cercados por todos os lados. "Os macedônicos não impuseram barreiras à sua ira; estavam enraivecidos com a duração do cerco e com a matança dos macedônicos que haviam sido feitos prisioneiros pelos tírios, que além disso atiraram os cadáveres no mar diante do acampamento macedônico." Estima-se que oito mil tírios tenham sido mortos durante o cerco e, dentre os sobreviventes, 30 mil foram vendidos como escravos, enquanto outros foram tirados de lá clandestinamente pelos fenícios. O rei de Tiro, seus nobres e alguns cartaginenses enviados para uma missão sagrada foram perdoados como suplicantes no altar de Héracles. Os macedônicos mortos foram estimados em cerca de 400 por Arriano; os feridos provavelmente passavam de três mil. 
Alexandre prestou então honras a Héracles. O exército desfilou em armas, a frota reuniu-se para inspeção e seguiram-se jogos e uma corrida de tocha dentro da raia de Héracles. Os aparelhos de sítio e os navios sagrados tírios foram dedicados a Héracles por Alexandre. Assim, confirmava-se a interpretação dada por Aristandro ao sonho de Alexandre e justificava-se a sua fé nessa interpretação e nas boas graças de Héracles.